# Platygaster etsuhoae
Platygaster etsuhoae är en stekelart som beskrevs av Peter Neerup Buhl 1998. Platygaster etsuhoae ingår i släktet Platygaster och familjen gallmyggesteklar. Inga underarter finns listade i Catalogue of Life.